# Eryopidae
De Eryopidae zijn een familie van uitgestorven Batrachomorpha (basale 'amfibieën'), behorend tot de groep van de Temnospondyli. Ze leefden tussen het Boven-Carboon en het Midden-Perm (ongeveer 306 - 270 miljoen jaar geleden), en hun overblijfselen zijn gevonden in Europa en Noord-Amerika.

## Beschrijving
Met een lengte van een tot twee meter, waren de Eryopidae lange tijd een van de belangrijkste roofdieren van de Carboon- en Perm-moerassen. Ze behoorden tot de eerste gespecialiseerde 'amfibieën' (landbewonende gewervelden die niet tot de Amniota behoorden) die deze ecologische niche vulden. Het lichaam was over het algemeen gedrongen en compact, terwijl de korte benen aan de zijkanten van het lichaam uitstaken. De wervels waren zeer robuust, in tegenstelling tot de vorige amfibieën uit het Carboon, wat aangeeft dat deze dieren zich zonder problemen op het vasteland konden verplaatsen.

## Classificatie
De familie Eryopidae wordt cladistisch gedefinieerd als alle Eryopoidea die voorzien zijn van spleten in het interpterigoïde bot, afgerond in het voorste deel en voorzien van grote uitwendige neusgaten (Laurin en Soler-Gijon, 2006). Het typegeslacht, en ook het meest representatief, is Eryops van het Noord-Amerikaanse Vroeg-Perm. Ouder en basaler was Glaukerpeton, ook Noord-Amerikaans maar afkomstig uit lagen van het Laat-Carboon. In Europa zijn Onchiodon van het Vroeg-Perm en Clamorosaurus van het Midden-Perm bekend. Het geslacht Actinodon, altijd Europees, wordt soms aan deze familie toegeschreven.